# ドラキュラとせむし女
『ドラキュラとせむし女』（ドラキュラとせむしおんな、House of Dracula）は、1945年に公開されたアメリカ合衆国のホラー映画。『フランケンシュタインの館』の続編で、前作に続きユニバーサル・ピクチャーズの3大モンスター、フランケンシュタインの怪物、ドラキュラ伯爵、狼男が勢揃いした映画。ユニバーサルのフランケンシュタインものとしては7作目、ドラキュラものとしては5作目、狼男ものとしては4作目にあたる。コメディ映画の『凸凹フランケンシュタインの巻』（1948年）を除けば、3大モンスターが一同に登場する作品は、『ヴァン・ヘルシング』（2004年）まで待つことになる。
DVD-BOX『魔人ドラキュラ レガシーボックス』（2004年、ユニバーサル・ピクチャーズ・ジャパン）では『ドラキュラの屋敷』というタイトルに変えられている。

## あらすじ
ヨーロッパが舞台。医学者フランツ・エーデルマン博士の城にドラキュラ伯爵が呪いから解放されるための治療を頼みに来る。エーデルマン博士は快諾。血液検査の結果、寄生虫が原因とわかり、抗毒素で治療することに。
今度はローレンス・タルボットが訪問。タルボットは狼男で、診断の結果、脳の一部が圧迫されて自己催眠からホルモン異常を起こしているとわかる。骨など硬いものを溶かすハナホウキタケの胞子で治療できるが、満月の夜で誰かを殺しかねないと恐れて、タルボットは自ら崖から身を投げる。
タルボットの救出に崖下に降りたエーデルマン博士は、洞窟でニーマン博士の骨とフランケンシュタインの怪物を発見。生きていたタルボットとともに死体を城に持ち帰る。
エーデルマン博士には二人の看護師がいる。ひとりはせむしのニーナ、もうひとりはミリッツァ。ドラキュラは過去にミリッツァと会ったことがある。
エーデルマン博士は自分の血液がドラキュラの治療に役立つと気付き、輸血を開始する。しかし、博士が眠っている間、ドラキュラは自分の血を博士に注入。さらにミリッツァを襲うが、エーデルマン博士に阻止される。博士は棺の中で眠っているドラキュラに日光を浴びせ滅ぼす。
狼男タルボットの治療は無事終わる。しかし、エーデルマン博士は吸血鬼となり、人を襲う。警察と町の住人が城におしかける。博士はニナを殺害し、フランケンシュタインの怪物を復活させるが、タルボットの銃弾に倒れる。さらに城は火事になり、フランケンシュタインの怪物も死んでしまう。

## キャスト
- ローレンス・タルボット：ロン・チェイニー・ジュニア
- フランツ・エーデルマン博士：オンスロー・スティーブンス（英語版）
- ドラキュラ：ジョン・キャラダイン
- ミリッツァ・モレル：マーサ・オドリスコール（英語版）
- ニナ：ポニ・アダムス（英語版）
- ホルツ警部：ライオネル・アットウィル（英語版）
- ジークフリード：ルートヴィヒ・シュテッセル（英語版）
- フランケンシュタインの怪物：グレン・ストレンジ（英語版）
- シュタインムール：スケルトン・ナッグス（英語版）

ロン・チェイニー・ジュニアはそれまでにもユニバーサルで狼男を3度演じている。グレン・ストレンジは前作『フランケンシュタインの館』に続いてフランケンシュタインの怪物役。ジョン・キャラダインのドラキュラも前作からで、以後も『Billy the Kid Versus Dracula』（1966年）、『Las vampiras』（1969年）、『Nocturna: Granddaughter of Dracula』（1979年）でドラキュラを演じている。
本作でロン・チェイニー・ジュニアはユニバーサルとの契約を解除。しかし、1948年の『凸凹フランケンシュタインの巻』で再び狼男に扮している。
ポニ・アダムス演じるせむし女ニナはポスターではモンスター扱いだが、映画の中では普通の人間として描かれている。
ホラー映画ファンには『ドクターX』（1932年）、『The Vampire Bat』（1933年）、『肉の蝋人形』（1933年）の主演者として知られるライオネル・アットウィルだが、この映画の撮影中に癌が発症し、公開の5ヶ月後になくなった。

## ギャラリー

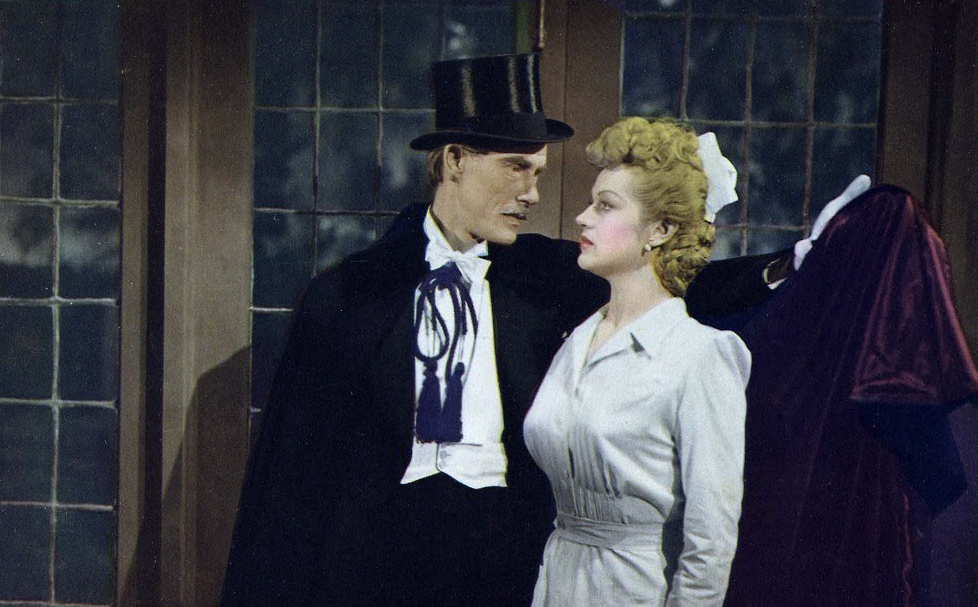
ドラキュラとミリッツァ
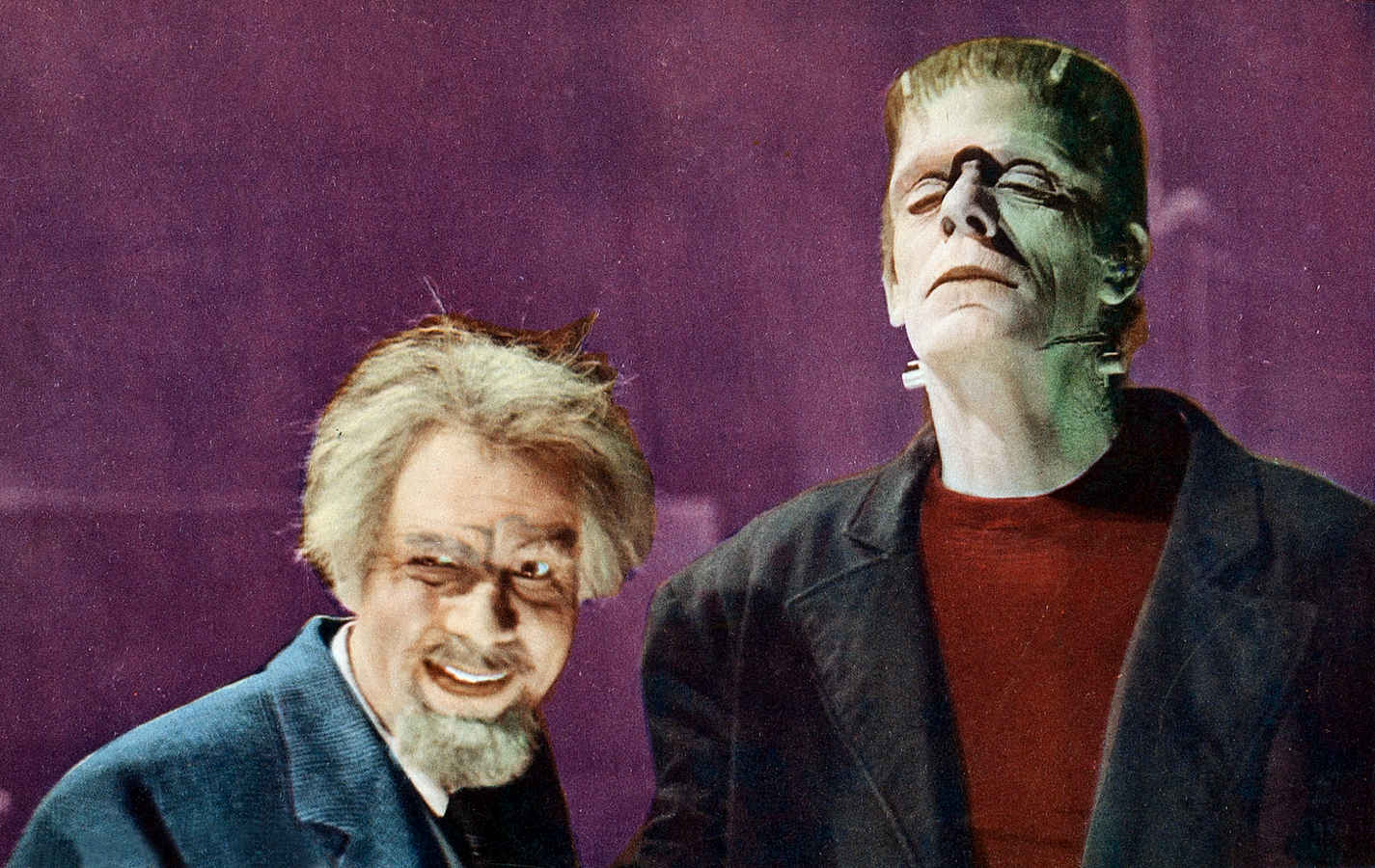
エーデルマン博士とフランケンシュタインの怪物
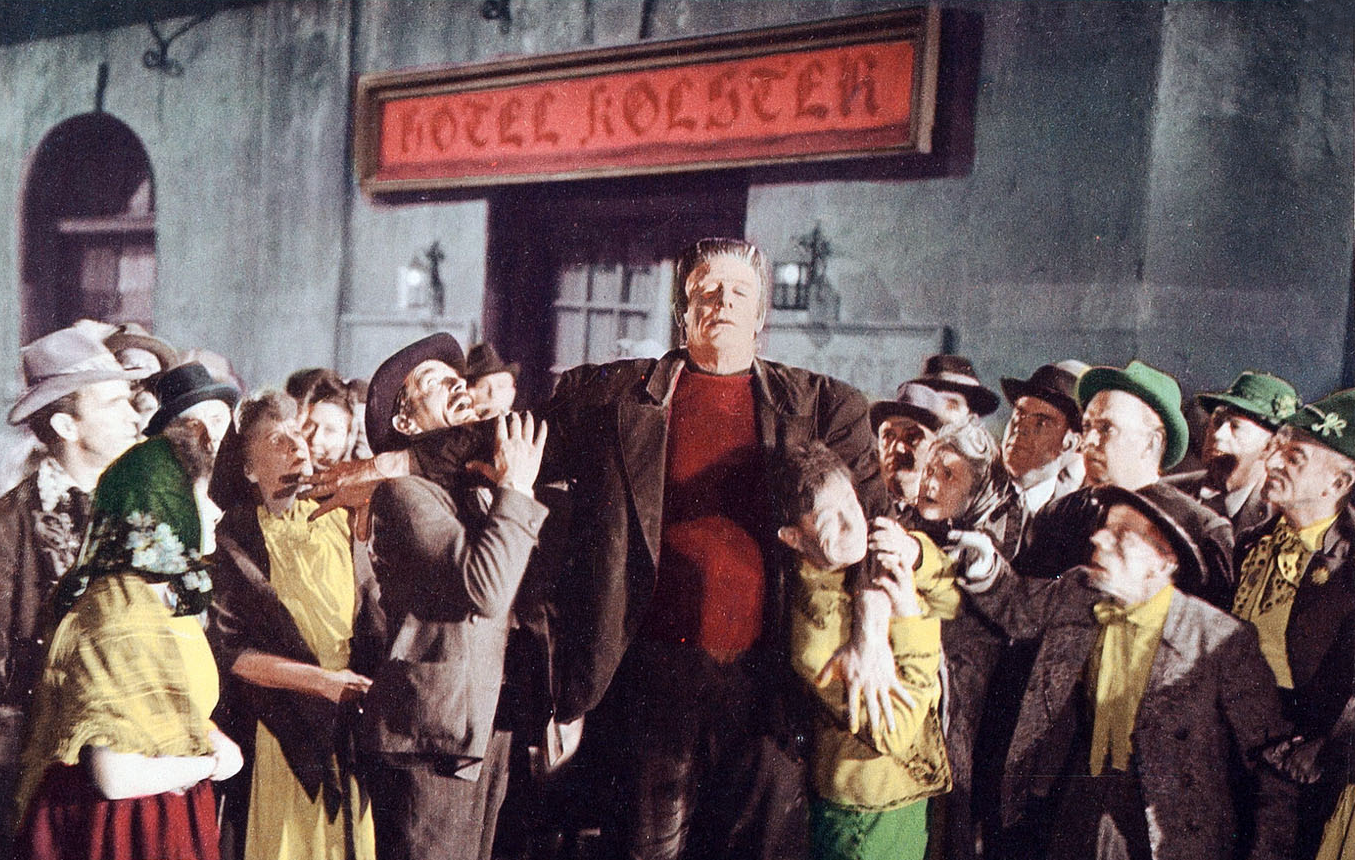
フランケンシュタインの怪物
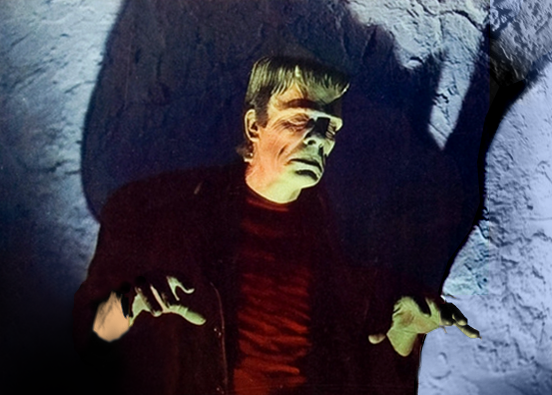
フランケンシュタインの怪物

## 制作
ワーキングタイトルは『Dracula vs. the Wolf Man（ドラキュラvs狼男）』または『The Wolf Man vs. Dracula（狼男vsドラキュラ）』。
フランケンシュタインの怪物は一部、過去の映画を再利用している。エーデルマン博士が悪夢にうなされるシーンでは『フランケンシュタインの花嫁』のボリス・カーロフ。火事のシーンでは『フランケンシュタインの幽霊』のロン・チェイニー・ジュニアとスタントのエディ・パーカー。
フランケンシュタインの怪物が崖下の洞窟で流砂の下に埋まっているシーンで、怪物役のグレン・ストレンジは大変な思いをした。3時間かけたメイクアップにくわえて、昼食時も含めてほぼ1日中を冷たい砂の中で過ごしたからである。足の感覚がなくなり、ロン・チェイニー・ジュニアはスコッチを飲ませて暖を取らせた。おかげでストレンジは酔っ払ってしまい、メイクを取って普段着に着替えるのに苦労した。ちなみにロン・チェイニー・ジュニアは酒癖が悪く、それがユニバーサルとの契約解除の原因と言われている。